# 葡京彎

東望洋跑道（註：圖中右下名稱錯植，「水塘北角彎」即「漁翁彎」，而該應為沙池彎或外港彎）

葡京彎（葡萄牙語：Curva Lisboa），彎道旁因位處於葡京酒店而得名。由於彎道經常發生連環相撞的意外，在東望洋賽道中最著名彎道。

## 簡介
葡京彎，原名爲銅馬彎，是源於一座十九世紀時任澳督的亞馬喇雕像，它聳立在彎角的旁邊，一直到1992年被移除後才改名。
文華東方彎（Mandarin Oriental Bend）和葡京彎（原稱Statue Corner，即銅馬彎）之間的賽段原稱遊艇會大直路（Yacht Club Straight），是昔日澳門遊艇會的所在地。
經過遊艇會直路後，是澳門人最爲熟悉的危險彎角——葡京彎，經常上演一幕又一幕的賽車連環相撞鏡頭，它於1990年曾進行修建。
千禧年後，再增設大看台，増加群眾觀賞性。

## 特色

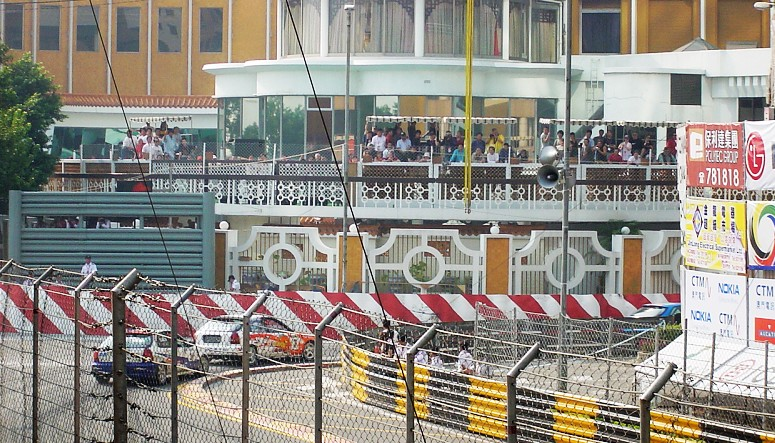
當賽車駛入葡京彎時

由於彎道從闊度較長的文華東方彎轉入最窄的彎道，從四行車轉入兩行車後上山。因此彎道變窄令賽車必須要減速才能夠順利進入，難度就突然變高令很多外國車手挑戰。

## 外部連結
- 澳門格蘭披治大賽車官方網頁 （页面存档备份，存于）